# Exosphaeroma bicolor
Exosphaeroma bicolor är en kräftdjursart som beskrevs av Baker 1926. Exosphaeroma bicolor ingår i släktet Exosphaeroma och familjen klotkräftor. Inga underarter finns listade i Catalogue of Life.